# 베르덴스 강
《베르덴스 강》(노르웨이어: Verdens Gang, 약칭 VG)은 노르웨이의 일간 타블로이드 신문이다. 1945년 제2차 세계 대전 당시에 있었던 나치 독일의 노르웨이 점령 시기에 활동했던 레지스탕스 인사들을 주축으로 설립되었으며 1945년 6월 23일에 창간호가 발행되었다.
노르웨이의 미디어 그룹 십스테드(Schibsted)에서 발행하며 정치적 성향을 띠지 않는 것이 특징이다. 2010년 기준으로 233,295부가 발행되었으며 노르웨이에서 가장 많이 발행되는 신문이다.